# Лаврик, Алексей Андреевич
Алексей Андреевич Лаврик (бел. Аляксей Андрэевіч Лаўрык; род. 7 августа 2000, Москва) — белорусский футболист, защитник.

## Клубная карьера

### «Минск»
Футболом начал заниматься в школе московского «Динамо». В 2012 году, после переезда в Беларусь, попал в школу футбольного клуба «Минск». С 2017 года начал выступать за дубль команды в первенстве дублёров. С лета 2018 года стал привлекаться к тренировкам с основой и попадать в заявки на матчи чемпионата Беларуси. 24 августа дебютировал за столичный клуб в Высшей лиге. На последних минутах матча 19-го тура с «Торпедо-БелАЗ» Лаврик вышел на поле, заменив Олега Евдокимова. В сезонах 2019—2020 играл за дубль, редко появлялся в основной команде. В январе 2021 года по окончании контракта покинул «Минск».

### «Энергетик-БГУ»
В январе 2021 года футболист на правах свободного агента перешёл в «Энергетик-БГУ». Дебютировал за клуб футболист 30 апреля 2021 года в матче против минского «Динамо», выйдя на замену на 81 минуте. Начинал сезон футболист как игрок скамейки запасных, однако вскоре смог закрепиться в основной команде минского клуба, чередуя матчи в стартовом составе и со скамейки запасных, однако результативными действиями не отличился. По итогу сезона футболист вместе с клубом завершили чемпионат в подвале турнирной таблицы, сохранив прописку в Высшей лиге.
Новый сезон футболист начал с матча 19 марта 2022 года против «Витебска», выйдя на поле в стартовом составе». Футболист со старта сезона закрепился в стартовом составе клуба, став одним из ключевых игроков столичного клуба. Дебютный гол за клуб футболист забил 2 ноября 2022 года в матче против минского «Динамо», также отличившись своей дебютной результативной передачей. По итогу сезона футболист вместе с клубом стал серебряным призёром чемпионата. Всего же за сезон футболист отличился 2 забитыми голами и результативной передачей.
В декабре 2022 года футболист стал капитаном «Энергетика-БГУ». В феврале 2023 года футболист продлил контракт с клубом. Первый матч за клуб футболист сыграл 19 марта 2023 года против «Слуцка», выйдя на поле в стартовом составе. Футболист попал в символическую сборную первого тура Высшей лиги. Первым результативным действием за клуб в сезоне футболист отличился 23 июня 2023 года в матче против жодинского «Торпедо-БелАЗ», отдав голевую передачу. Завершил сезон футболист на итоговом предпоследнем месте в чемпионате, отправившись в стыковые матчи за сохранение прописки. По итогу стыковых матчей футболист вместе с клубом уступил «Витебску» и вылетел в Первую лигу.

### «Неман» Гродно
В январе 2024 года футболист проходил просмотр в гродненском «Немане». В конце января 2024 года главный тренер гродненцев сообщил, что футболист уже является игроком клуба. А вскоре футболист был официально представлен в гродненском клубе, подписав контракт до конца сезона. Дебютировал за клуб футболист начал 3 марта 2024 года в четвертьфинальном матче Кубка Беларуси против «Минска». Первый матч в чемпионате футболист сыграл 16 марта 2024 года против новополоцкого «Нафтана», выйдя на поле в стартовом составе.

## Карьера в сборных
Выступал за юношеские и молодёжные сборные Беларуси.

## Личная жизнь
Отец Андрей Лаврик в прошлом футболист, играл на позиции защитника, выступал за национальную сборную Беларуси. В настоящий момент работает тренером.

## Статистика выступлений

### Клубная статистика
| Выступление      | Выступление      | Выступление      | Лига | Лига | Кубки | Кубки | Конт. кубки | Конт. кубки | Итого | Итого |
| Клуб             | Лига             | Сезон            | Игры | Голы | Игры  | Голы  | Игры        | Голы        | Игры  | Голы  |
| ---------------- | ---------------- | ---------------- | ---- | ---- | ----- | ----- | ----------- | ----------- | ----- | ----- |
| Минск            | Высшая лига      | 2018             | 6    | 0    | 1     | 0     | 0           | 0           | 7     | 0     |
| Минск            | Высшая лига      | 2019             | 1    | 0    | 0     | 0     | 0           | 0           | 1     | 0     |
| Минск            | Высшая лига      | 2020             | 1    | 0    | 0     | 0     | 0           | 0           | 1     | 0     |
| Минск            | Итого            | Итого            | 8    | 0    | 1     | 0     | 0           | 0           | 9     | 0     |
| Энергетик-БГУ    | Высшая лига      | 2021             | 19   | 0    | 0     | 0     | 0           | 0           | 19    | 0     |
| Энергетик-БГУ    | Высшая лига      | 2022             | 1    | 0    | 2     | 0     | 0           | 0           | 3     | 0     |
| Энергетик-БГУ    | Итого            | Итого            | 20   | 0    | 2     | 0     | 0           | 0           | 22    | 0     |
| Всего за карьеру | Всего за карьеру | Всего за карьеру | 28   | 0    | 3     | 0     | 0           | 0           | 31    | 0     |

## Достижения
«Неман» Гродно
- Обладатель Кубка Беларуси: 2023/24